# 施瓦隆根
施瓦隆根（德語：Schwallungen）是德国图林根州的一个市镇。总面积39.79平方公里，总人口2515人，其中男性1244人，女性1271人（2011年12月31日），人口密度63人/平方公里。